# Desmiphora compta
Desmiphora compta là một loài bọ cánh cứng trong họ Cerambycidae.